# Huitième circonscription de la Haute-Garonne
La huitième circonscription de la Haute-Garonne est l'une des 10 circonscriptions législatives françaises que compte le département de la Haute-Garonne (31) situé en région Occitanie.

## Description géographique et démographique
La huitième circonscription de la Haute-Garonne est délimitée par le découpage électoral de la loi n°86-1197 du 24 novembre 1986
, elle regroupe les divisions administratives suivantes : 
- canton d'Aspet,
- canton d'Aurignac,
- canton de Bagnères-de-Luchon,
- canton de Barbazan,
- canton de Boulogne-sur-Gesse,
- canton de Cazères,
- canton du Fousseret,
- canton de L'Isle-en-Dodon,
- canton de Montréjeau,
- canton de Rieumes,
- canton de Saint-Béat,
- canton de Saint-Gaudens,
- canton de Saint-Martory,
- canton de Salies-du-Salat.

D'après le recensement général de la population en 1999, réalisé par l'Institut national de la statistique et des études économiques (INSEE), la population totale de cette circonscription est estimée à 92 491 habitants,.

## Historique des députations
| Législature | Début de mandat | Fin de mandat  | Député             | Parti politique | Observations |
| ----------- | --------------- | -------------- | ------------------ | --------------- | --- |
| IXe         | 23 juin 1988    | 1er avril 1993 | Pierre Ortet,      | PS,             | |
| Xe          | 2 avril 1993    | 21 avril 1997  | Jean-Louis Idiart, | PS,             | Mandat écourté à la suite d'une dissolution parlementaire décidée par Jacques Chirac. |
| XIe         | 12 juin 1997    | 18 juin 2002   | Jean-Louis Idiart, | PS,             | |
| XIIe        | 19 juin 2002    | 19 juin 2007   | Jean-Louis Idiart, | PS,             | |
| XIIIe       | 20 juin 2007    | 19 juin 2012   | Jean-Louis Idiart, | PS,             | |
| XIVe        | 20 juin 2012    | 20 juin 2017   | Carole Delga       | PS              | Nommée au gouvernement le 3 juin 2014, elle est remplacée à l'Assemblée par son suppléant Joël Aviragnet à partir du 3 juillet. Elle reprend son siège de députée le 18 juillet 2015 après avoir quitté son poste au gouvernement. |
| XVe         | 21 juin 2017    | 21 juin 2022   | Joël Aviragnet     | PS              | Élection annulée par le conseil constitutionnel, élection partielle en 2018. Joël Aviragnet est réélu député le 18 mars 2018. |
| XVIe        | 22 juin 2022    | 9 juin 2024    | Joël Aviragnet     | PS              | Mandat écourté à la suite d'une dissolution parlementaire décidée par Emmanuel Macron. |
| XVIIe       | 8 juillet 2024  | En cours       | Joël Aviragnet     | PS              | |

## Historique des élections
Voici la liste des résultats des élections législatives dans la circonscription depuis le découpage électoral de 1986 : 

### Élections de 1988
|                               | Pierre Ortet sortant réélu | PS              | 29 385 | 54,01  |  |  |  |
|                               | Pierre Montastruc          | UDF (Rad) (URC) | 17 918 | 32,93  |  |  |  |
|                               | André Marquerie            | PCF             | 4 070  | 7,48   |  |  |  |
|                               | Yves Dahot                 | FN              | 3 037  | 5,58   |  |  |  |
|                               |                            |                 |        |        |  |  |  |
| Inscrits                      | Inscrits                   | Inscrits        | 78 707 | 100,00 |  |  |  |
| Abstentions                   | Abstentions                | Abstentions     | 23 164 | 29,43  |  |  |  |
| Votants                       | Votants                    | Votants         | 55 543 | 70,57  |  |  |  |
| Blancs et nuls                | Blancs et nuls             | Blancs et nuls  | 1 133  | 2,04   |  |  |  |
| Exprimés                      | Exprimés                   | Exprimés        | 54 410 | 97,96  |  |  |  |
| Source : Data.gouv et CEVIPOF |                            |                 |        |        |  |  |  |

Le suppléant de Pierre Ortet était Jean-Louis Idiart, contrôleur des impôts, conseiller général du canton de Salies-du-Salat, maire de Mazères-sur-Salat.

### Élections de 1993
| Candidat                      | Candidat              | Parti          | Premier tour | Premier tour | Second tour | Second tour |  |
| Candidat                      | Candidat              | Parti          | Voix         | %            | Voix        | %           |  |
| ----------------------------- | --------------------- | -------------- | ------------ | ------------ | ----------- | ----------- |  |
|                               | Alain Rouleau         | RPR (UPF)      | 19 608       | 37,7         | 27 805      | 49,56       |  |
|                               | Jean-Louis Idiart élu | PS             | 17 707       | 34,04        | 28 299      | 50,44       |  |
|                               | Jean-Paul Mauvais     | FN             | 4 162        | 8            |             |             |  |
|                               | André Marquerie       | PCF            | 3 686        | 7,09         |             |             |  |
|                               | Nadine Saugoult       | GÉ (EÉ)        | 2 480        | 4,77         |             |             |  |
|                               | André Laveran         | Divers         | 2 031        | 3,9          |             |             |  |
|                               | Chantal Mondain       | LT-LNÉ         | 1 302        | 2,5          |             |             |  |
|                               | André Fourcade        | Divers         | 434          | 0,83         |             |             |  |
|                               | René-Pierre Domergue  | LCR            | 409          | 0,79         |             |             |  |
|                               | Philippe Plantey      | PLN            | 194          | 0,37         |             |             |  |
|                               |                       |                |              |              |             |             |  |
| Inscrits                      | Inscrits              | Inscrits       | 78 551       | 100,00       | 78 696      | 100,00      |  |
| Abstentions                   | Abstentions           | Abstentions    | 23 073       | 29,37        | 19 234      | 24,44       |  |
| Votants                       | Votants               | Votants        | 55 478       | 70,63        | 59 462      | 75,56       |  |
| Blancs et nuls                | Blancs et nuls        | Blancs et nuls | 3 465        | 6,25         | 3 358       | 5,65        |  |
| Exprimés                      | Exprimés              | Exprimés       | 52 013       | 93,75        | 56 104      | 94,35       |  |
| Source : Data.gouv et CEVIPOF |                       |                |              |              |             |             |  |

Le suppléant de Jean-Louis Idiart était Guy Chotin, de Saint-Gaudens.

### Élections de 1997
| Candidat       | Candidat                        | Parti          | Premier tour | Premier tour | Second tour | Second tour |  |
| Candidat       | Candidat                        | Parti          | Voix         | %            | Voix        | %           |  |
| -------------- | ------------------------------- | -------------- | ------------ | ------------ | ----------- | ----------- |  |
|                | Jean-Louis Idiart sortant réélu | PS             | 22 822       | 44,39        | 34 111      | 63,52       |  |
|                | Bernard Batlle                  | RPR            | 12 857       | 25,01        | 19 591      | 36,48       |  |
|                | Nadine Voloscenko               | FN             | 5 155        | 10,03        |             |             |  |
|                | André Marquerie                 | PCF            | 4 179        | 8,13         |             |             |  |
|                | Yves Rière                      | LDI (MPF)      | 1 762        | 3,43         |             |             |  |
|                | Germain Dodos                   | Les Verts      | 1 276        | 2,48         |             |             |  |
|                | Pierre Vacher                   | LO             | 1 076        | 2,09         |             |             |  |
|                | Martine Moutonnet               | LT-LNÉ         | 689          | 1,34         |             |             |  |
|                | René-Pierre Domergue            | LCR            | 484          | 0,94         |             |             |  |
|                | Martin Constant                 | US4J           | 446          | 0,87         |             |             |  |
|                | Christiane Lutz                 | MÉI            | 354          | 0,69         |             |             |  |
|                | Claude Barrère                  | IR             | 307          | 0,6          |             |             |  |
|                |                                 |                |              |              |             |             |  |
| Inscrits       | Inscrits                        | Inscrits       | 77 415       | 100,00       | 77 414      | 100,00      |  |
| Abstentions    | Abstentions                     | Abstentions    | 22 798       | 29,45        | 20 024      | 25,87       |  |
| Votants        | Votants                         | Votants        | 54 617       | 70,55        | 57 390      | 74,13       |  |
| Blancs et nuls | Blancs et nuls                  | Blancs et nuls | 3 210        | 5,88         | 3 688       | 6,43        |  |
| Exprimés       | Exprimés                        | Exprimés       | 51 407       | 94,12        | 53 702      | 93,57       |  |

Le suppléant de Jean-Louis Idiart était Guy Chotin.

### Élections de 2002
| Candidat       | Candidat                        | Parti             | Premier tour | Premier tour | Second tour | Second tour |  |
| Candidat       | Candidat                        | Parti             | Voix         | %            | Voix        | %           |  |
| -------------- | ------------------------------- | ----------------- | ------------ | ------------ | ----------- | ----------- |  |
|                | Jean-Louis Idiart sortant réélu | PS                | 23 344       | 44,5         | 29 934      | 60,82       |  |
|                | René Rettig                     | UDF               | 9 519        | 18,15        | 19 287      | 39,18       |  |
|                | Josette Cazes                   | UMP               | 6 897        | 13,15        |             |             |  |
|                | Nadine Voloscenko               | FN                | 4 706        | 8,97         |             |             |  |
|                | Corinne Marquerie               | PCF               | 1 794        | 3,42         |             |             |  |
|                | Bernadette Bouillon             | CPNT              | 1 559        | 2,97         |             |             |  |
|                | Elisabeth Sère                  | Les Verts         | 1 033        | 1,97         |             |             |  |
|                | Marie-Pierre Lesur              | LCR               | 999          | 1,9          |             |             |  |
|                | Chantal Borg                    | Extrême droite    | 852          | 1,62         |             |             |  |
|                | Jacques Elias                   | Divers écologiste | 479          | 0,91         |             |             |  |
|                | Henri Martin                    | LO                | 455          | 0,87         |             |             |  |
|                | Philippe Timbal                 | MNR               | 443          | 0,84         |             |             |  |
|                | Marie-Christine Gamberini       | MÉI               | 228          | 0,43         |             |             |  |
|                | Michelle Rossetto               | GÉ                | 105          | 0,2          |             |             |  |
|                | Christelle Algans-Taupin        | Divers            | 44           | 0,08         |             |             |  |
|                |                                 |                   |              |              |             |             |  |
| Inscrits       | Inscrits                        | Inscrits          | 79 132       | 100,00       | 79 172      | 100,00      |  |
| Abstentions    | Abstentions                     | Abstentions       | 25 186       | 31,83        | 27 311      | 34,5        |  |
| Votants        | Votants                         | Votants           | 53 946       | 68,17        | 51 861      | 65,5        |  |
| Blancs et nuls | Blancs et nuls                  | Blancs et nuls    | 1 489        | 2,76         | 2 640       | 5,09        |  |
| Exprimés       | Exprimés                        | Exprimés          | 52 457       | 97,24        | 49 221      | 94,91       |  |

Le suppléant de Jean-Louis Idiart était Francis Sancerry, directeur de C.A.T., maire de Saint-Araille, conseiller général du canton du Fousseret.

### Élections de 2007
| Candidat       | Candidat                        | Parti          | Premier tour | Premier tour | Second tour | Second tour |  |
| Candidat       | Candidat                        | Parti          | Voix         | %            | Voix        | %           |  |
| -------------- | ------------------------------- | -------------- | ------------ | ------------ | ----------- | ----------- |  |
|                | Jean-Louis Idiart sortant réélu | PS             | 20 813       | 40,41        | 30 677      | 60,4        |  |
|                | Françoise Boulet-Ribet          | UMP            | 14 291       | 27,75        | 20 112      | 39,6        |  |
|                | Jean-Bernard Castex             | UDF–MoDem      | 4 422        | 8,59         |             |             |  |
|                | Josette Sarradet                | PRG            | 2 847        | 5,53         |             |             |  |
|                | Nadine Voloscenko               | FN             | 1 724        | 3,35         |             |             |  |
|                | Corinne Marquerie               | PCF            | 1 657        | 2,11         |             |             |  |
|                | Michel Roux                     | Les Verts      | 1 085        | 2,11         |             |             |  |
|                | Katia Venco                     | LCR            | 950          | 1,84         |             |             |  |
|                | Gérard Valette                  | CPNT           | 935          | 1,82         |             |             |  |
|                | Elsa Depouzier                  | SÉGA           | 888          | 1,72         |             |             |  |
|                | Michel Lezerac                  | Divers         | 466          | 0,9          |             |             |  |
|                | Chantal Mondain                 | LT-LNÉ         | 431          | 0,84         |             |             |  |
|                | Martine Guiraud                 | LO             | 321          | 0,62         |             |             |  |
|                | Marc Benoit                     | MNR            | 274          | 0,53         |             |             |  |
|                | Philippe Bonnet                 | Régionaliste   | 216          | 0,42         |             |             |  |
|                | David Saforcada                 | Divers         | 179          | 0,35         |             |             |  |
|                | Claude Attard                   | Divers         | 0            | 0            |             |             |  |
|                |                                 |                |              |              |             |             |  |
| Inscrits       | Inscrits                        | Inscrits       | 82 836       | 100,00       | 82 827      | 100,00      |  |
| Abstentions    | Abstentions                     | Abstentions    | 30 012       | 36,23        | 29 612      | 35,75       |  |
| Votants        | Votants                         | Votants        | 52 824       | 63,77        | 53 215      | 64,25       |  |
| Blancs et nuls | Blancs et nuls                  | Blancs et nuls | 1 325        | 2,51         | 2 426       | 4,56        |  |
| Exprimés       | Exprimés                        | Exprimés       | 51 499       | 97,49        | 50 789      | 95,44       |  |

Le suppléant de Jean-Louis Idiart était Francis Sancerry.

### Élections de 2012
|                | Carole Delga élue                | PS                       | 26 351 | 51,62  |  |  |  |
|                | Martine Rieu-Griffe              | UMP                      | 9 348  | 18,31  |  |  |  |
|                | Nadine Voloscenko                | RBM (FN)                 | 6 288  | 12,32  |  |  |  |
|                | Patrick Boube                    | FG (PCF) (Divers gauche) | 5 144  | 10,08  |  |  |  |
|                | Michèle Constan                  | EÉLV                     | 1 436  | 2,81   |  |  |  |
|                | Jacqueline Winnepenninckx-Kieser | CpF (MoDem)              | 1 000  | 1,96   |  |  |  |
|                | André Pagnac                     | DLR (FB)                 | 684    | 1,34   |  |  |  |
|                | Nicolas Motschwiller             | AÉI                      | 368    | 0,72   |  |  |  |
|                | Martine Guiraud                  | LO                       | 303    | 0,59   |  |  |  |
|                | Chantal Mondain                  | LT-LNÉ                   | 130    | 0,25   |  |  |  |
|                |                                  |                          |        |        |  |  |  |
| Inscrits       | Inscrits                         | Inscrits                 | 84 888 | 100,00 |  |  |  |
| Abstentions    | Abstentions                      | Abstentions              | 32 695 | 38,52  |  |  |  |
| Votants        | Votants                          | Votants                  | 52 193 | 61,48  |  |  |  |
| Blancs et nuls | Blancs et nuls                   | Blancs et nuls           | 1 141  | 2,19   |  |  |  |
| Exprimés       | Exprimés                         | Exprimés                 | 51 052 | 97,81  |  |  |  |

Le suppléant de Carole Delga était Joël Aviragnet, directeur d'un établissement pour l'enfance handicapée, maire d'Encausse-les-Thermes. Joël Aviragnet remplaça Carole Delga, nommée membre du gouvernement, du 4 juillet 2014 au 17 juillet 2015. 
Carole Delga redevient députée le 18 juillet 2015.

### Élections de 2017
L'élection a été annulée par décision du Conseil constitutionnel le 18 décembre 2017.
|                                                                                  |                                                       |                           |                           |                          |                          |
|                                                                                  |                                                       | Premier tour 11 juin 2017 | Premier tour 11 juin 2017 | Second tour 18 juin 2017 | Second tour 18 juin 2017 |
|                                                                                  |                                                       |                           |                           |                          |                          |
|                                                                                  |                                                       | Nombre                    | % des inscrits            | Nombre                   | % des inscrits           |
| Inscrits                                                                         | Inscrits                                              | 85 432                    | 100,00                    | 85 426                   | 100,00                   |
| Abstentions                                                                      | Abstentions                                           | 40 358                    | 47,24                     | 45 094                   | 52,79                    |
| Votants                                                                          | Votants                                               | 45 074                    | 52,76                     | 40 332                   | 47,21                    |
|                                                                                  |                                                       |                           | % des votants             |                          | % des votants            |
| Bulletins blancs                                                                 | Bulletins blancs                                      | 1 030                     | 2,29                      | 3 470                    | 8,60                     |
| Bulletins nuls                                                                   | Bulletins nuls                                        | 509                       | 1,13                      | 2 413                    | 5,98                     |
| Suffrages exprimés                                                               | Suffrages exprimés                                    | 43 535                    | 96,59                     | 34 449                   | 85,41                    |
|                                                                                  |                                                       |                           |                           |                          |                          |
| Candidat Étiquette politique (partis et alliances)                               | Candidat Étiquette politique (partis et alliances)    | Voix                      | % des exprimés            | Voix                     | % des exprimés           |
|                                                                                  |                                                       |                           |                           |                          |                          |
|                                                                                  | Michel Montsarrat La République en marche !           | 14 541                    | 33,40                     | 17 179                   | 49,87                    |
|                                                                                  | Joël Aviragnet élu Parti socialiste                   | 7 739                     | 17,78                     | 17 270                   | 50,13                    |
|                                                                                  | Marie-Christine Parolin Front national                | 6 630                     | 15,23                     |                          |                          |
|                                                                                  | Philippe Gimenez La France insoumise                  | 6 142                     | 14,11                     |                          |                          |
|                                                                                  | Jean-Luc Rivière Union des démocrates et indépendants | 3 802                     | 8,73                      |                          |                          |
|                                                                                  | Corinne Marquerie Parti communiste français           | 1 346                     | 3,09                      |                          |                          |
|                                                                                  | Sophie Handschutter Europe Écologie Les Verts         | 1 220                     | 2,80                      |                          |                          |
|                                                                                  | Laure Gonzalez Debout la France                       | 616                       | 1,41                      |                          |                          |
|                                                                                  | David Labarre Résistons                               | 510                       | 1,17                      |                          |                          |
|                                                                                  | Jérôme Piques Parti de la nation occitane             | 345                       | 0,79                      |                          |                          |
|                                                                                  | Martine Guiraud Lutte ouvrière                        | 293                       | 0,67                      |                          |                          |
|                                                                                  | Kévin Redondo Union populaire républicaine            | 278                       | 0,64                      |                          |                          |
|                                                                                  | Véronique Miralles Mouvement 100 %                    | 73                        | 0,17                      |                          |                          |
| Source : Ministère de l'Intérieur - Huitième circonscription de la Haute-Garonne |                                                       |                           |                           |                          |                          |

La suppléante de Joël Aviragnet était Marie-Claire Uchan, ingénieure, Saint-Bertrand-de-Comminges.

### Élection partielle de 2018
Le conseil constitutionnel a constaté que dans les communes de Saint-Bertrand-de-Comminges et de Montastruc-de-Salies, lors du second tour, le nombre de signatures sur les listes d'émargement était inférieur au nombre de bulletins. De plus, la liste d'émargement de la commune de Gensac-de-Boulogne n'a pas été envoyée à la préfecture au soir du second tour, ne permettant pas de valider le vote de cette commune. En conséquence, vu le faible écart de voix entre les deux candidats du second tour (91), le conseil constitutionnel a décidé d'annuler l'élection dans cette circonscription sans examiner les autres griefs.
| |                                                                               |                           |                           |                          |                          |
| |                                                                               | Premier tour 11 mars 2018 | Premier tour 11 mars 2018 | Second tour 18 mars 2018 | Second tour 18 mars 2018 |
| |                                                                               |                           |                           |                          |                          |
| |                                                                               | Nombre                    | % des inscrits            | Nombre                   | % des inscrits           |
| Inscrits | Inscrits                                                                      | 85 253                    | 100,00                    | 85 229                   | 100,00                   |
| Abstentions | Abstentions                                                                   | 55 916                    | 65,58                     | 57 032                   | 66,91                    |
| Votants | Votants                                                                       | 29 337                    | 34,42                     | 28 197                   | 33,09                    |
| |                                                                               |                           | % des votants             |                          | % des votants            |
| Bulletins blancs et nuls | Bulletins blancs et nuls                                                      | 1 518                     | 5,17                      | 3 794                    | 13,45                    |
| Suffrages exprimés | Suffrages exprimés                                                            | 27 819                    | 94,83                     | 24 403                   | 86,55                    |
| |                                                                               |                           |                           |                          |                          |
| Candidat Étiquette politique (partis et alliances)                                                                                             | Candidat Étiquette politique (partis et alliances)                            | Voix                      | % des exprimés            | Voix                     | % des exprimés           |
| |                                                                               |                           |                           |                          |                          |
| | Joël Aviragnet sortant réélu Parti socialiste                                 | 10 777                    | 38,74                     | 17 157                   | 70,31                    |
| | Michel Montsarrat La République en marche !                                   | 5 651                     | 20,31                     | 7 246                    | 29,69                    |
| | Philippe Gimenez La France insoumise                                          | 3 622                     | 13,02                     |                          |                          |
| | Marie-Christine Parolin Front national                                        | 3 264                     | 11,73                     |                          |                          |
| | Philippe Maurin Les Républicains                                              | 1 374                     | 4,94                      |                          |                          |
| | Marie-Cécile Seigle-Vatte Europe Écologie Les Verts                           | 878                       | 3,16                      |                          |                          |
| | Corinne Marquerie Parti communiste français                                   | 733                       | 2,63                      |                          |                          |
| | Sébastien Broucke Debout la France                                            | 706                       | 2,54                      |                          |                          |
| | Hervé Minec Union populaire républicaine                                      | 297                       | 1,07                      |                          |                          |
| | Guy Jovelin Parti de la France                                                | 270                       | 0,97                      |                          |                          |
| | Martine Guiraud Lutte ouvrière                                                | 244                       | 0,88                      |                          |                          |
| | Francis Meynier Alliance européenne pour la Paix, la Prospérité et le Partage | 2                         | 0,01                      |                          |                          |
| Source provisoire : Élections législatives partielles - 8e circonscription de la Haute-Garonne - Liste des candidats Résultats du premier tour |                                                                               |                           |                           |                          |                          |

La suppléante de Joël Aviragnet était Marie-Claire Uchan.

### Élections de 2022
| Résultats des élections législatives des 12 et 19 juin 2022 de la 8e circonscription Haute-Garonne |                              |                          |                          |              |              |             |             |
| Candidat                                                                                           | Candidat                     | Parti et coalition       | Nuance                   | Premier tour | Premier tour | Second tour | Second tour |
| Candidat                                                                                           | Candidat                     | Parti et coalition       | Nuance                   | Voix         | %            | Voix        | %           |
| | Joël Aviragnet sortant réélu | PS (NUPES)               | DVG                      | 12 920       | 28,67        | 24 191      | 60,39       |
| | Loïc Delchard                | RN                       | RN                       | 9 843        | 21,84        | 15 867      | 39,61       |
| | Céline Laurenties-Barrère    | H (ENS)                  | ENS                      | 9 281        | 20,60        |             |             |
| | Annabelle Fauvernier         | EELV                     | DVG                      | 7 900        | 17,53        |             |             |
| | Yves Rière                   | REC                      | REC                      | 1 782        | 3,95         |             |             |
| | Wilfried Serre               | RES                      | DVD                      | 1 375        | 3,05         |             |             |
| | Amélie Bailly                | DLF (UPF)                | DSV                      | 765          | 1,70         |             |             |
| | Simon Moncasi                | PA                       | ECO                      | 513          | 1,14         |             |             |
| | Martine Guiraud              | LO                       | DXG                      | 367          | 0,81         |             |             |
| | François Harari              | AUP (RdP)                | DVG                      | 309          | 0,69         |             |             |
| | Vartan Karnikian             | SE                       | DIV                      | 9            | 0,02         |             |             |
| Votes valides                                                                                      | Votes valides                | Votes valides            | Votes valides            | 45 064       | 97,31        | 40 058      | 90.34       |
| Votes blancs                                                                                       | Votes blancs                 | Votes blancs             | Votes blancs             | 810          | 1,75         | 2829        | 6.38        |
| Votes nuls                                                                                         | Votes nuls                   | Votes nuls               | Votes nuls               | 435          | 0,94         | 1456        | 3.28        |
| Total                                                                                              | Total                        | Total                    | Total                    | 46 309       | 100          | 44 343      | 100         |
| Abstention                                                                                         | Abstention                   | Abstention               | Abstention               | 39 845       | 46,25        | 41 819      | 48.54       |
| Inscrits / participation                                                                           | Inscrits / participation     | Inscrits / participation | Inscrits / participation | 86 154       | 53,75        | 86 162      | 51.46       |

La suppléante de Joël Aviragnet était Marie-Claire Uchan.

### Élections de 2024
| Candidat                 | Candidat                   | Parti et coalition       | Nuances                  | Premier tour | Premier tour | Second tour | Second tour |
| Candidat                 | Candidat                   | Parti et coalition       | Nuances                  | Voix         | %            | Voix        | %           |
| ------------------------ | -------------------------- | ------------------------ | ------------------------ | ------------ | ------------ | ----------- | ----------- |
|                          | Loïc Delchard              | RN                       | RN                       | 23 893       | 40,54        | 27 660      | 48,13       |
|                          | Joël Aviragnet             | PS (NFP)                 | UG                       | 21 751       | 36,90        | 29 807      | 51,87       |
|                          | Céline Laurenties-Barrière | HOR (ENS)                | ENS                      | 9 227        | 15,65        |             |             |
|                          | Wilfried Serre             | RES                      | DVD                      | 1 805        | 3,06         |             |             |
|                          | Lucie Viola                | DLF                      | DSV                      | 746          | 1,27         |             |             |
|                          | Alain Peres                | REC                      | REC                      | 728          | 1,24         |             |             |
|                          | Martine Guiraud            | LO                       | EXG                      | 536          | 0,91         |             |             |
|                          | Dominique Darrozès         | PNO BO (PU)              | DVC                      | 257          | 0,44         |             |             |
|                          |                            |                          |                          |              |              |             |             |
| Votes valides            | Votes valides              | Votes valides            | Votes valides            | 58 943       | 96,67        | 57 467      | 93,27       |
| Votes blancs             | Votes blancs               | Votes blancs             | Votes blancs             | 1 322        | 2,17         | 2 691       | 4,37        |
| Votes nuls               | Votes nuls                 | Votes nuls               | Votes nuls               | 709          | 1,16         | 1 454       | 2,36        |
| Total                    | Total                      | Total                    | Total                    | 60 974       | 100          | 61 612      | 100         |
| Abstention               | Abstention                 | Abstention               | Abstention               | 25 122       | 29,18        | 24 447      | 28,41       |
| Inscrits / participation | Inscrits / participation   | Inscrits / participation | Inscrits / participation | 86 096       | 70,82        | 86 059      | 71,59       |

Le suppléant de Joël Aviragnet est Loïc Gojard, conseiller départemental du canton de Cazères, maire de Martres-Tolosane, Président de Haute-Garonne Tourisme.